# غولبرن (نيوساوث ويلز)
غولبرن (بالإنجليزية: Goulburn)‏ هي مدينة إقليمية تقع في منطقة ساوثرن تايبلاندز [الإنجليزية] في ولاية نيو ساوث ويلز الأسترالية، وتقع على بُعد حوالي 195 كيلومتر (121 ميل) جنوب غرب مدينة سيدني، وعلى بُعد حوالي 90 كيلومتر (56 ميل) شمال شرق العاصمة الأسترالية كانبرا. أُعلنت غولبرن كأول مدينة داخلية في أستراليا في عام 1863 من خلال براءة تمليك من الملكة فيكتوريا. بلغ عدد سكان غولبرن 23,835 نسمة في يونيو 2018، وتُعد المدينة مقر مجلس غولبورن مالواري [الإنجليزية].
تُعد محطة السكة الحديدية في المدينة بداية خط السكة الحديدية الرئيسي الجنوبي [الإنجليزية]، وتُعد المدينة أيضا مركز خدمة للصناعة الرعوية المُحيطة، ومحطة توقف للمسافرين على طريق هيوم السريع [الإنجليزية]. تُوجد في غولبورن حديقة مركزية والعديد من المباني التاريخية. كما أنها موطن لنُصب «بيغ ميرينو» (بالإنجليزية: Big Merino)‏، وهذا الأخير عبارة عن تمثال لخروف، ويُمثل أكبر تمثال خروف في العالم مصنوع من الخرسانة.

## التاريخ
سُميت مدينة غولبورن على هذا الاسم من قبل المساح جيمس ميهان [الإنجليزية] على اسم وكيل وزارة الحرب والمُستعمرات آنذاك هنري غولبورن [الإنجليزية]، وقد صادق على هذا الاسم الحاكم لاتشلان ماكواري. شعب «مالواري» (بالإنجليزية: Mulwaree)‏ هم السكان الأصليون لهاته المنطقة، وينتمون إلى مجموعتي «نغوناوال» (بالإنجليزية: Ngunawal)‏ و«غاندانغارا» (بالإنجليزية: Gandangara)‏ اللغويتين.
قدمت الحُكومة الاستعمارية أراضي للمُستوطنين الأحرار، مثل هاميلتون هيوم في منطقة غولبورن في حوالي عام 1820، على شكل منح وهبات. بيعت هاته الأرض لاحقًا للمُستوطنين داخل المقاطعات التسع عشرة، بما في ذلك مقاطعة أرجيل [الإنجليزية] في منطقة غولبورن. أدت هذه العملية إلى نزوح سُكان مالواري الأصليين المحليين، كما أدى إدخال الماشية الغريبة إلى إخراج جزء كبير من الإمدادات الغذائية للسكان الأصليين.

## عدد السكان
وفقًا للإحصاء السكاني الأسترالي لسنة 2016 [الإنجليزية]، بلغ عدد سُكان مدينة غولبورن 22,890 نسمة.
- شكل السكان الأصليون وسكان جزر مضيق توريس نسبة 4.3٪ من العدد الإجمالي للسكان.
- حوالي 83,7٪ من السكان ولدوا في أستراليا، بينما كانت البلدان الأُخرى محل ولادة باقي السكان، هي إنجلترا بنسبة 1,9٪، ونيوزيلندا بنسبة 1,0٪، والهند بنسبة 0,6٪، والفلبين بنفس النسبة.
- حوالي 86,7٪ من الناس يتحدثون اللغة الإنجليزية فقط في المنزل.
- وفق لإجابات السكان المحليين، كانت الديانات الأكثر شيوعًا هي المسيحية الكاثوليكية بنسبة 28,7٪ والمسيحية الأنجليكانية بنسبة 25,3٪ واللادينية بنسبة 20,7٪.[6]

## الجغرافيا
تقع مدينة غولبورن على بُعد مسافة صغيرة شرق قمة سلسلة جبال غريت ديفايدينغ، وترتفع بمقدار 690 متر (2,264 قدم) فوق مستوى سطح البحر. تقع المدينة بجوار كُل من نهري وولونديلي [الإنجليزية] ومالواري [الإنجليزية]، كما يقع التقاء هذين النهرين في المدينة. يتدفق نهر وولونديلي بعد ذلك باتجاه الشمال الشرقي إلى بحيرة بوراغورانغ [الإنجليزية] (سد واراغامبا)، ثُم يتدفق بعدها إلى بحر تاسمان عبر نهر هاوكيسبيري.

## المناخ
نظرًا لارتفاعها، يسود في غولبورن مُناخ محيطي مع صيف دافئ وشتاء بارد. تعرف المنطقة تبايُنا مُرتفعا في درجات الحرارة اليومية. مناخ المدينة مُتغير، على الرغم من أنه مُناخ جاف بشكل عام، مع درجات حرارة قُصوى يبلغ مُتوسطها درجة 11.8 °م (53.2 °ف) في شهر يوليو ودرجة 28.3 °م (82.9 °ف) في شهر يناير. تتوزع التساقُطات المطرية بشكل مُتساوي على مدار العام، مع مُتوسط سنوي يبلغ 542.8 مليمتر (21.4 بوصة). يتساقط الثلج أحيانًا في المدينة، على الرغم من أنه نادرًا ما يكون بكميات كبيرة، وذلك بسبب تأثير فون الطفيف الناتج عن النطاقات الواقعة إلى الغرب من غولبورن والمُتناثرة في كروكويل [الإنجليزية]. تتراوح درجات الحرارة القصوى في المدينة ما بين −10.9 إلى 42.8 °م (12.4 إلى 109.0 °ف).
| البيانات المناخية لـغولبرن        | البيانات المناخية لـغولبرن | البيانات المناخية لـغولبرن | البيانات المناخية لـغولبرن | البيانات المناخية لـغولبرن | البيانات المناخية لـغولبرن | البيانات المناخية لـغولبرن | البيانات المناخية لـغولبرن | البيانات المناخية لـغولبرن | البيانات المناخية لـغولبرن | البيانات المناخية لـغولبرن | البيانات المناخية لـغولبرن | البيانات المناخية لـغولبرن | البيانات المناخية لـغولبرن |
| الشهر                             | يناير                      | فبراير                     | مارس                       | أبريل                      | مايو                       | يونيو                      | يوليو                      | أغسطس                      | سبتمبر                     | أكتوبر                     | نوفمبر                     | ديسمبر                     | المعدل السنوي              |
| --------------------------------- | -------------------------- | -------------------------- | -------------------------- | -------------------------- | -------------------------- | -------------------------- | -------------------------- | -------------------------- | -------------------------- | -------------------------- | -------------------------- | -------------------------- | -------------------------- |
| الدرجة القصوى °م (°ف)             | 40.4 (104.7)               | 40.7 (105.3)               | 35.9 (96.6)                | 30.7 (87.3)                | 24.4 (75.9)                | 20.7 (69.3)                | 19.4 (66.9)                | 24.1 (75.4)                | 30.5 (86.9)                | 31.3 (88.3)                | 39.9 (103.8)               | 38.6 (101.5)               | 40.7 (105.3)               |
| متوسط درجة الحرارة الكبرى °م (°ف) | 27.9 (82.2)                | 26.4 (79.5)                | 23.8 (74.8)                | 19.9 (67.8)                | 15.9 (60.6)                | 12.4 (54.3)                | 11.7 (53.1)                | 13.4 (56.1)                | 16.5 (61.7)                | 19.8 (67.6)                | 23.0 (73.4)                | 25.8 (78.4)                | 19.7 (67.5)                |
| متوسط درجة الحرارة الصغرى °م (°ف) | 12.7 (54.9)                | 12.7 (54.9)                | 10.1 (50.2)                | 5.7 (42.3)                 | 2.5 (36.5)                 | 1.3 (34.3)                 | 0.3 (32.5)                 | 0.5 (32.9)                 | 3.1 (37.6)                 | 5.1 (41.2)                 | 8.3 (46.9)                 | 10.7 (51.3)                | 6.1 (43.0)                 |
| أدنى درجة حرارة °م (°ف)           | −0.1 (31.8)                | 0.7 (33.3)                 | −0.1 (31.8)                | −6.3 (20.7)                | −8.1 (17.4)                | −10.2 (13.6)               | −10.4 (13.3)               | −10.9 (12.4)               | −7.4 (18.7)                | −5.6 (21.9)                | −4.4 (24.1)                | −1.2 (29.8)                | −10.9 (12.4)               |
| معدل هطول الأمطار مم (إنش)        | 48.9 (1.93)                | 52.7 (2.07)                | 40.0 (1.57)                | 25.6 (1.01)                | 32.8 (1.29)                | 60.9 (2.40)                | 33.5 (1.32)                | 39.9 (1.57)                | 45.8 (1.80)                | 50.2 (1.98)                | 54.9 (2.16)                | 57.6 (2.27)                | 549.1 (21.62)              |
| متوسط الأيام الممطرة (≥ 0.2mm)    | 7.5                        | 8.6                        | 9.7                        | 9.3                        | 11.4                       | 14.5                       | 14.2                       | 11.5                       | 11.5                       | 9.4                        | 9.5                        | 8.3                        | 125.4                      |
| متوسط الرطوبة النسبية (%)         | 41                         | 45                         | 46                         | 46                         | 54                         | 63                         | 61                         | 52                         | 50                         | 46                         | 45                         | 39                         | 49                         |
| المصدر: Bureau of Meteorology     |                            |                            |                            |                            |                            |                            |                            |                            |                            |                            |                            |                            |                            |

## النقل والمواصلات

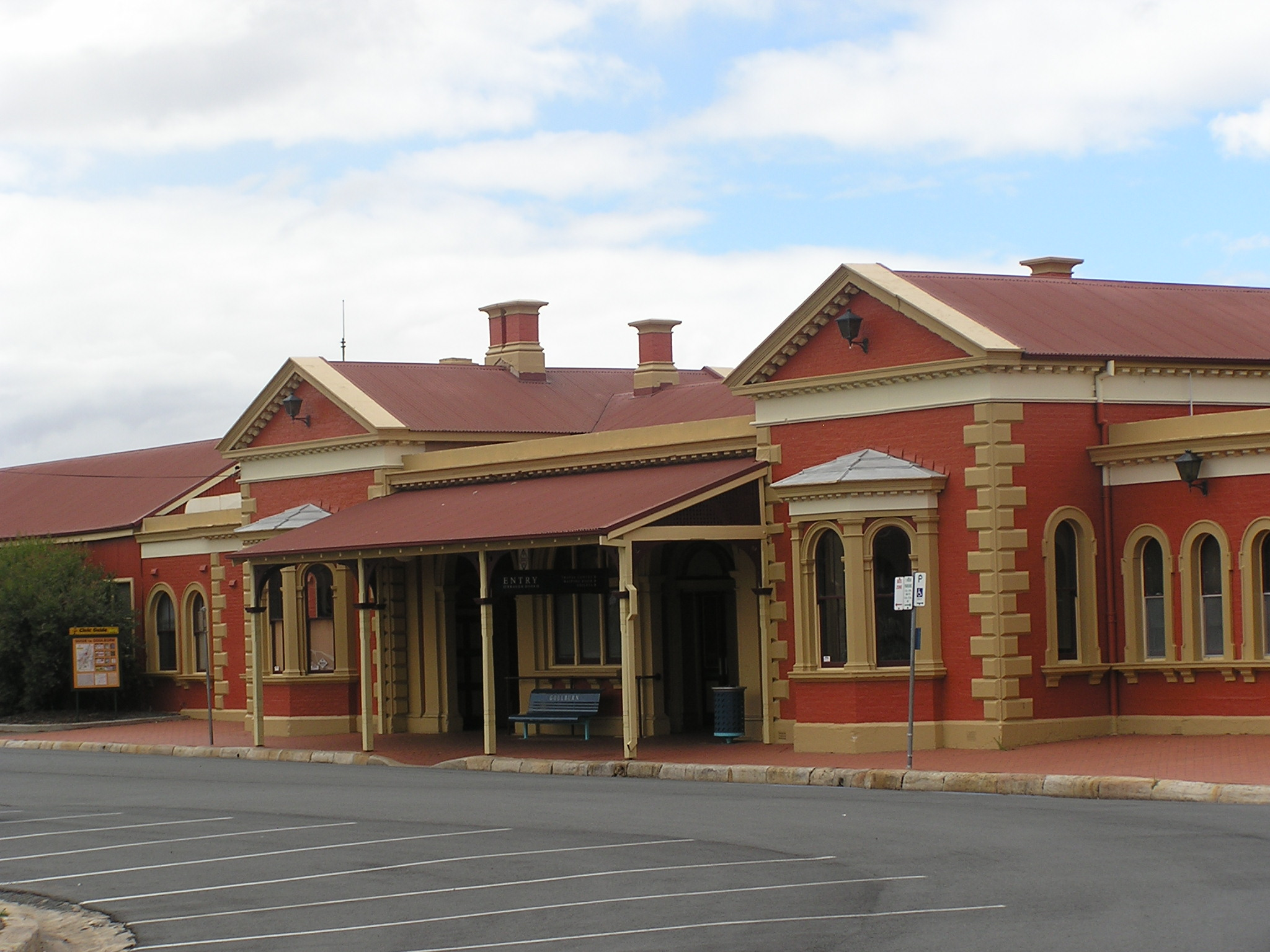
محطة القطارات في غولبرن

تقع غولبورن على بعد ساعتين تقريبًا بالسيارة من سيدني عبر طريق هيوم السريع، وعلى بعد ساعة واحدة بالسيارة من كانبرا عبر الطريق الاتحادي السريع [الإنجليزية] وطريق هيوم. تم تجاوز غولبورن في عام 1992 بسبب زيادة حركة المرور على طريق هيوم السريع.
تُعد محطة القطارات في غولبرن [الإنجليزية] المحطة الجنوبية لخط المُرتفعات الجنوبية [الإنجليزية] الذي يبدأ من محطة قطارات كامبلتاون [الإنجليزية]، وهي جُزء من نظام قطار الركاب بين المُدن المُسمى نيو ساوث ويلز تراين لينك [الإنجليزية]. تنتهي مُعظم الخدمات على الخط في محطة قطارات موس فالي [الإنجليزية]، والتي تقع حوالي 65 كيلومتر (40 ميل) في اتجاه الشمال الشرقي، مما يعني أن غولبورن تتوفر على خدمة ركاب محدودة. يمُر عبر المحطة أيضا قطارا (بالإنجليزية: New South Wales XPT)‏ و(بالإنجليزية: New South Wales Xplorer)‏ للمسافات الطويلة، واللذان يربطان بين سيدني وغريفيث، وبين العاصمة كانبيرا ومحطة قطارات ساوثرن كروس في ملبورن على التوالي. تُشغل نيو ساوث ويلز تراين لينك [الإنجليزية] جميع هاته الخطوط والخدمات.
يقع مطار غولبورن [الإنجليزية] حوالي 7 كيلومتر (4 ميل) جنوب المدينة، وهُو مطار صغير مُخصص للطائرات الخفيفة وللتدريب.
تتكون وسائل النقل العام داخل مدينة غولبورن من خدمة سيارات الأجرة المحلية التي تُشغل 27 سيارة أجرة، وتُسمى (بالإنجليزية: Goulburn Radio Cabs)‏. هذا بالإضافة إلى خدمة الحافلات التي تُسيرها شركة بي بي إس غولبورن [الإنجليزية].
يتوفر مركز المعلومات السياحية في غولبورن على محطة للشحن خاصة بسيارات تسلا موتورز.

## شخصيات من المدينة
- تود كارني، لاعب رغبي أسترالي.
- جارود كروكر، لاعب رغبي أسترالي.
- بروس ديفلن، لاعب غولف مُحترف.
- ميخائيل دايموند، لاعب رماية أسترالي.
- مايلز فرانكلين، (1879–1954) كاتبة وناشطة حقوقية أسترالية.
- وليام هوفيل، (1786–1875) مُستكشف إنجليزي.
- جورج لازينبي (من مواليد 1939)، هُو المُمثل الأسترالي الوحيد الذي مثل شخصية جيمس بوند، وذلك في فيلم في الخدمة السرية لجلالتها[11][12]
- جورج أوغيلفي، مُخرج مسرحي، وُلد في غولبرن سنة 1931.
- سيمون بويدفين [الإنجليزية]، لاعب رغبي أسترالي وفائز ببطولة العالم سنة 1991.
- كيت ريتشي، مُمثلة ومُقدمة برامج إذاعية.
- أورسولا ستيفنز [الإنجليزية]، سيناتورة أسترالية (2002–2014).
- جلان تورنر، لاعب هوكي أسترالي.
- أندرو بلاكشاو [الإنجليزية]، لاعب كرة لينة.
- مارك ماكديرموت، (1871–1929) مُمثل أفلام صامتة أمريكي.